# Johann Konrad Friederich
Johann Konrad Friederich (auch unter den Pseudonymen Carl Strahlheim und Karl F. Fröhlich; geboren am 5. Dezember 1789 in Frankfurt am Main; gestorben am 1. Mai 1858 in Le Havre) war ein deutscher Schriftsteller, Offizier und Abenteurer.

## Leben
Friederich war der Sohn des Frankfurter Kaufmanns Johann Nikolaus Friederich (1762–1834) und der Buchhändlers- und Verlegerstochter Johanna Marie Wenner (1768–1828). Er erhielt eine gute Ausbildung durch Erzieher in Frankfurt, Homburg und Offenbach, die ihn sowohl in Sprachen als auch im Reiten und Gesang unterrichteten. Wie sein Vater sollte er Kaufmann werden, wollte sich aber lieber der Schauspielerei widmen. Eine in den Memoiren geschilderte heimliche Reise nach Weimar, um dort Goethes Unterstützung für seine schauspielerischen Pläne zu gewinnen, ist möglicherweise erfunden. Als Kompromiss wurde Friederich im Herbst 1805 – damals 15 Jahre alt – Soldat in französischen Diensten.
In den folgenden Jahren führte er ein abenteuerliches Leben in Italien, Spanien und Frankreich, war beteiligt an der Gefangennahme von Papst Pius VII. 1809 und überbrachte die Nachricht über den gelungenen Handstreich an Napoleon in Schönbrunn. Wo er auch hinkam, dort installierte er Liebhabertheater, führte erstmals in Italien Mozarts Don Giovanni auf und spielte in von ihm selbst übersetzten Stücken von Schiller. Neben seinen soldatischen und schauspielerischen Aktivitäten erlebte er zahlreiche galante Begegnungen und amouröse Eskapaden, die er in seinen Memoiren freimütig schilderte, was ihm den bleibenden Beinamen eines Deutschen bzw. Frankfurter Casanovas einbrachte. Nach dem vorläufigen Sturz Napoleons 1814 kehrte er nach Frankfurt zurück, ließ sich dann von der preußischen Armee anwerben und verbrachte 1815 mehrere Monate in Berlin. Nach Kolberg versetzt, schied er nach disziplinarischen Schwierigkeiten 1818 oder 1819 aus dem Dienst aus.
In den Jahren nach 1818 arbeitete Friederich als Journalist, Herausgeber und freier Schriftsteller, zunächst in Berlin, Hamburg und anderen Orten, von 1821 bis 1823 in Offenbach und Frankfurt, danach in Köln, als Redakteur des Phoenix in Mannheim und in Stuttgart. 1828 wurde er durch Heirat mit Johanna Juliana Scherr Frankfurter Bürger und lebte ab 1832 in Frankfurt-Rödelheim. Er war ab 1821 Herausgeber des politisch-satirischen Beobachters am Rhein und Main, der wie die meisten satirischen Zeitschriften des Vormärz nur ein kurzes Leben hatte und nach Erscheinen einer Karikatur Metternichs 1822 von der Zensur verboten wurde. 1823 veranlasste er Johann Ludwig Heller, die Didaskalia oder Blätter für Geist, Gemüth und Publizität als Beiblatt des von ihm verlegten Frankfurter Journals herauszugeben. Die Beilage erschien bis 1930.
Neben seiner journalistischen Arbeit war Friederich ab Mitte der 1820er Jahre ein ungeheuer produktiver Verfasser und Herausgeber teils vielbändiger populärwissenschaftlicher, meist historischer Werke kompilatorisch-enzyklopädischen Charakters. Allein die von 1826 bis 1831 erscheinende Geschichtsreihe Unsere Zeit umfasst 30 Bände. Friederich bearbeitete diese umfangreichen geschichtlichen und erdkundlichen Sammelwerke ohne selbstständige wissenschaftliche Leistungen zu erstreben mit dem Ziel, vor allem bei der Jugend und bei nichtgelehrtem Publikum Interesse zu wecken und allgemeinbildend zu wirken. Teilweise erschienen diese Werke im eigenen Verlag. Nach einem Zerwürfnis mit seinem Teilhaber siedelte Friederich 1842 nach Paris über.
Bedeutend wird Friederich vor allem durch seine Memoiren Vierzig Jahre aus dem Leben eines Toten, die in drei Bänden 1848 und 1849 erschienen, eine Fortsetzung erschien 1854, ein dritter Teil blieb unvollendet. Er schildert darin nicht nur seine Abenteuer als Soldat und seine Liebesintrigen, sondern auch spöttisch und bissig die zeitgenössische Gesellschaft in Frankfurt, was dazu führte, dass wegen Verspottung der Frankfurter Behörden, diverser Privatpersonen und der Religion ein Prozess gegen ihn angestrengt wurde und man den Verkauf der Memoiren in Frankfurt verbot.
Friederich und seine Schriften waren in den Jahrzehnten nach seinem Tod weitgehend vergessen, erst durch mehrere Neuauflagen der Memoiren ab 1915 und die Biographie von Friedrich Clemens Ebrard und Louis Liebmann kam der „deutsche Casanova“ erneut zu Publizität. Heute sind diese Erinnerungen trotz mancher Übertreibungen durch ihr kulturgeschichtliches Detail als ein Zeitbild von bleibendem Wert anerkannt. Bemerkenswert sind auch seine utopischen Schriften, die durch die Vorwegnahme von Erfindungen des 20. Jahrhunderts wie Röntgenstrahlen, Luftfahrt und U-Boot verblüffen, als Beispiel ist hier zu nennen Dämonische Reisen in alle Welt (1847).
Friederich starb 1858 gänzlich verarmt in Le Havre. Sein Onkel, der reiche Kaufmann Johann Friedrich Schultze († 1814), besaß seit 1784 Schloss Kleinniedesheim bei Worms, über das Friederich auch in seinen Memoiren berichtet.

## Werke
- Unsere Zeit, oder Geschichtliche Uebersicht der merkwürdigsten Ereignisse von 1789 – 1830. 30 Bde. Stuttgart 1826–1831. (Digitalisat)
- Geschichte der englischen Revolution von der Thronbesteigung Carls I. bis zum Falle Jakobs II. nach Guizot bearbeitet. 3 Bde. Stuttgart 1829–1830 (Bearbeitung und Übersetzung von François Guizots Histoire de la révolution d'Angleterre 1828).
- Die Wundermappe oder sämmtliche Kunst- und Natur-Wunder des ganzen Erdballs. 13 Bde. Frankfurt am Main 1832–1840.
- Das Welttheater oder die allgemeine Weltgeschichte von der Schöpfung bis zum Jahr 1840. 6 Bde. Frankfurt am Main 1834–1840.
- als C. Strahlheim (Hrsg.): General-Lexikon oder vollständiges Wörterbuch alles menschlichen Wissens. Frankfurt am Main 1836–1839, Nr. 1–91 (nur von A bis Baukunst. Mehr nicht erschienen.[6])
- als C. Friederich: Die heilige Geschichte von der Erschaffung der Welt bis auf die Zerstörung von Jerusalem durch Titus […] Comptoir für Literatur und Kunst, Frankfurt am Main 1839, OCLC 257797837.
- als C. Strahlheim: Napoleon Bonaparte's vollständige Lebensbeschreibung. Nach den zuverlässigsten Quellen bearbeitet. Comptoir für Literatur und Kunst, Frankfurt am Main 1839.
- als C. Strahlheim: Universal-Mythologie oder vollständige Götter- und Fabellehre aller Völker der Erde. Nach den besten und zuverlässigsten Quellen bearbeitet. Comptoir für Literatur und Kunst, Frankfurt am Main 1839.
- Historisch-mythologisch-geographische Jugendbibliothek, für die Jugend und nichtgelehrte Welt. 2 Bde. Pforzheim 1841/1842.
- Allgemeine Weltgeschichte für die reifere Jugend und das nichtgelehrte Publikum. 5 Bde. Pforzheim 1841 f.
- Dämonische Reisen in alle Welt. Tübingen 1847.

Memoiren
- Vierzig Jahre aus dem Leben eines Toten. Hinterlassene Papiere eines französisch-preußischen Offiziers. 3 Bde. Tübingen 1848/1849, Bd. 1, 2, 3.
- 1830–45. Noch fünfzehn Jahre aus dem Leben eines Toten. Tübingen 1854, Digitalisat.
- Letzte zehn Jahre aus dem Leben eines Toten (unvollendet).
- Neuausgaben:
  - Vierzig Jahre aus dem Leben eines Toten. Hrsg. von Ulrich Rauscher. 3 Bde. Berlin 1915.
  - Der Glückssoldat, Wahrheit und Dichtung oder Vierzig Jahre und noch fünfzehn Jahre aus dem Leben eines Toten. Hrsg. und eingeleitet von Alfred Semerau. 4 Bde. München 1920.
  - Denkwürdigkeiten oder Vierzig Jahre aus dem Leben eines Toten, genannt auch ›der deutsche Casanova‹. Hrsg. von Friedemann Berger. 3 Bde. Kiepenheuer, Leipzig 1923.
  - Vierzig Jahre aus dem Leben eines Toten: Hinterlassene Papiere eines französisch-preußischen Offiziers Neuausgabe Hofenberg, Berlin 2019, ISBN 978-3-7437-3390-9.